# الکساندر کشلینسکی
الکساندر کشلینسکی یا الکساندر (ساشا) کشلینسکی (انگلیسی: Alexander Kashlinsky؛ زادهٔ ۱ ژانویهٔ ۱۹۵۷) یک اخترشناس و کیهان‌شناسی است که در مرکز پرواز فضایی گدارد کار می‌کند و به دلیل کار بر روی جریان تاریک
[۱]
و پس‌زمینه فروسرخ کیهانی شناخته شده مورد توجه قرار گرفته است.
مورگان فریمن با الکساندر کشلینسکی در فصل دوم گذر از کرم‌چاله مصاحبه کرده است